# Гай Аврелий Кота (консул 200 пр.н.е.)
Вижте пояснителната страница за други личности с името Гай Аврелий Кота.
Гай Аврелий Кота (на латински: Caius Aurelius Cotta) е политик на Римската република през началото на 2 век пр.н.е.
Той е претор urbanus през 202 пр.н.е. През 200 пр.н.е. е избран за консул заедно с Публий Сулпиций Галба Максим.